# Verein für Leibesübungen Wolfsburg 1993-1994
Questa voce raccoglie le informazioni riguardanti il Verein für Leibesübungen Wolfsburg nelle competizioni ufficiali della stagione 1993-1994.

## Stagione
Nella stagione 1993-1994 il Wolfsburg, allenato da Eckhard Krautzun, concluse il campionato di 2. Bundesliga al 5º posto. In Coppa di Germania il Wolfsburg fu eliminato al secondo turno dalla Dinamo Dresda.

## Rosa
| N. |                                 | Ruolo | Calciatore         |
| -- | ------------------------------- | ----- | ------------------ |
| 1  | Germania (bandiera)             | P     | Uwe Zimmermann     |
| 4  | Danimarca (bandiera)            | D     | Jann Jensen        |
| 8  | Germania (bandiera)             | D     | Holger Ballwanz    |
| 15 | Germania (bandiera)             | D     | Peter Kleeschätzky |
| 18 | Germania (bandiera)             | C     | Detlev Dammeier    |
|    | Germania (bandiera)             | P     | Jörg Hoßbach       |
|    | Germania (bandiera)             | P     | Burkhard Kick      |
|    | Germania (bandiera)             | D     | Karl-Heinz Emig    |
|    | Germania (bandiera)             | D     | Frank Lieberam     |
|    | Germania (bandiera)             | D     | Frank Ockert       |
|    | Bosnia ed Erzegovina (bandiera) | C     | Bruno Akrapović    |

| N. |                     | Ruolo | Calciatore          |
| -- | ------------------- | ----- | ------------------- |
|    | Germania (bandiera) | C     | Hans-Jürgen Brunner |
|    | Germania (bandiera) | C     | Michael Butrej      |
|    | Germania (bandiera) | C     | Ralf Ewen           |
|    | Polonia (bandiera)  | C     | Jacek Frąckiewicz   |
|    | Germania (bandiera) | C     | Thomas Gerstner     |
|    | Germania (bandiera) | C     | Stefan Holze        |
|    | Germania (bandiera) | C     | Stephan Täuber      |
|    | Germania (bandiera) | C     | Bernd Winter        |
|    | Germania (bandiera) | A     | Holger Fiebich      |
|    | Germania (bandiera) | A     | Frank Plagge        |
|    | Germania (bandiera) | A     | Siegfried Reich     |

## Organigramma societario
Area tecnica
- Allenatore: Eckhard Krautzun
- Allenatore in seconda:
- Preparatore dei portieri:
- Preparatori atletici:

## Calciomercato

### Sessione estiva
| Acquisti | Acquisti        | Acquisti               | Acquisti |
| R.       | Nome            | da                     | Modalità |
| -------- | --------------- | ---------------------- | -------- |
| C        | Michael Butrej  | Eintracht Braunschweig |          |
| D        | Karl-Heinz Emig | Unterhaching           |          |
| C        | Thomas Gerstner | Oldenburg              |          |
| C        | Stephan Täuber  | Darmstadt              |          |
| C        | Bernd Winter    | Fortuna Düsseldorf     |          |
| P        | Uwe Zimmermann  | Fortuna Colonia        |          |

| Cessioni | Cessioni          | Cessioni               | Cessioni |
| R.       | Nome              | a                      | Modalità |
| -------- | ----------------- | ---------------------- | -------- |
| A        | Andree Fincke     | TuS Hoisdorf           |          |
| D        | Michael Geiger    | VfB Fallersleben       |          |
| C        | Thorsten Kohn     | Magdeburgo             |          |
| C        | Uwe Koschinat     | Coblenza               |          |
| A        | Lutz Schwerinski  | Lubecca                |          |
| D        | Joachim Trautmann | Saarbrücken            |          |
| C        | Silviu Vuia       | Eintracht Braunschweig |          |

### Sessione invernale
| Acquisti | Acquisti     | Acquisti               | Acquisti |
| R.       | Nome         | da                     | Modalità |
| -------- | ------------ | ---------------------- | -------- |
| A        | Frank Plagge | SV Grün-Weiß Calberlah |          |

| Cessioni | Cessioni      | Cessioni | Cessioni |
| R.       | Nome          | a        | Modalità |
| -------- | ------------- | -------- | -------- |
| A        | Fahed Dermech | Monthey  |          |

## Risultati

### 2. Bundesliga

#### Girone di andata
| Arbitro: | Best |

|                                   |           |  |
| Reich 43’ Winter 81’ Dammeier 87’ | Marcatori |  |

| Arbitro: | Strigel |

|                        |           |  |
| Akonnor 26’ Deffke 74’ | Marcatori |  |

| Arbitro: | Berg |

|            |           |  |
| Täuber 41’ | Marcatori |  |

| Arbitro: | Haupt |

|               |           |           |
| Nachtweih 68’ | Marcatori | 49’ Holze |

| Arbitro: | Hofmann |

|                        |           |  |
| Pejovic 19’ Wittke 71’ | Marcatori |  |

| Arbitro: | Fleske |

|                           |           |  |
| Gerstner 64’ Dammeier 83’ | Marcatori |  |

| Arbitro: | Prengel |

|              |           |              |
| Wienhold 65’ | Marcatori | 73’ Lieberam |

| Arbitro: | Wippermann |

|                                     |           |                         |
| Lieberam 33’ Reich 45’ Gerstner 53’ | Marcatori | 17’ Schulte 51’ Sievers |

| Arbitro: | Ratzek |

|                     |           |  |
| Bodden 14’ Dowe 86’ | Marcatori |  |

| Arbitro: | Holz |

|                     |           |                        |
| Holze 39’ Reich 78’ | Marcatori | 4’ Kügler 87’ Bangoura |

| Stoccarda 9 ottobre 1993, ore 15:00 CET 11ª giornata | Kickers Stoccarda | 0 – 0 referto | Wolfsburg | Waldau-Stadion (4 090 spett.)\| Arbitro: \| Willems \| |
| Arbitro:                                             | Willems           |               |           |                                                        |

| Arbitro: | Fandel |

|                 |           |             |
| Winter 71’, 81’ | Marcatori | 19’ Goldbæk |

| Arbitro: | Dellwing |

|           |           |                        |
| Klopp 39’ | Marcatori | 42’ Dammeier 68’ Reich |

| Wolfsburg 30 ottobre 1993, ore 14:30 CET 14ª giornata | Wolfsburg | 0 – 0 referto | Hannover 96 | VfL-Stadion am Elsterweg (7 800 spett.)\| Arbitro: \| Gläser \| |
| Arbitro:                                              | Gläser    |               |             |                                                                 |

| Arbitro: | Fleske |

|                         |           |            |
| Krätzer 49’ Wynalda 84’ | Marcatori | 43’ Butrej |

| Wolfsburg 13 novembre 1993, ore 14:15 CET 16ª giornata | Wolfsburg | 0 – 0 referto | Monaco 1860 | VfL-Stadion am Elsterweg (9 450 spett.)\| Arbitro: \| Jansen \| |
| Arbitro:                                               | Jansen    |               |             |                                                                 |

| Arbitro: | Frey |

|                  |           |  |
| Kim 18’ Aden 37’ | Marcatori |  |

| Arbitro: | Leimert |

|                       |           |              |
| Butrej 30’ Winter 81’ | Marcatori | 35’ Ksienzyk |

| Arbitro: | Hotop |

|             |           |  |
| Driller 73’ | Marcatori |  |

#### Girone di ritorno
| Krefeld 20 febbraio 1994, ore 15:00 CET 20ª giornata | Bayer Uerdingen | 0 – 0 referto | Wolfsburg | Grotenburg Stadion (3 000 spett.)\| Arbitro: \| Assenmacher \| |
| Arbitro:                                             | Assenmacher     |               |           |                                                                |

| Arbitro: | Fleischer |

|                     |           |            |
| Reich 14’ Holze 82’ | Marcatori | 73’ Deffke |

| Arbitro: | Zerr |

|                                             |           |  |
| Wollitz 13’ Demandt 44’ Kovač 76’ Rohde 78’ | Marcatori |  |

| Arbitro: | Weise |

|                     |           |                      |
| Reich 6’ Winter 76’ | Marcatori | 65’ Schnalke 82’ Epp |

| Arbitro: | Steinborn |

|                                                    |           |              |
| Reich 2’, 65’ Dammeier 55’ Winter 57’ Gerstner 82’ | Marcatori | 7’ Akpoborie |

| Homburg 26 marzo 1994, ore 15:30 CET 25ª giornata | Homburg | 0 – 0 referto | Wolfsburg | Waldstadion (900 spett.)\| Arbitro: \| Willems \| |
| Arbitro:                                          | Willems |               |           |                                                   |

| Arbitro: | Wagner |

|                       |           |  |
| Brunner 32’ Reich 40’ | Marcatori |  |

| Arbitro: | Hofmann |

|                            |           |            |
| Brückner 30’ Rauffmann 77’ | Marcatori | 83’ Winter |

| Arbitro: | Casper |

|           |           |           |
| Reich 35’ | Marcatori | 15’ Lange |

| Arbitro: | Leimert |

|  |           |            |
|  | Marcatori | 28’ Winter |

| Arbitro: | Berg |

|              |           |  |
| Dammeier 52’ | Marcatori |  |

| Arbitro: | Prengel |

|                           |           |                     |
| Levý 30’, 44’ Rusayev 72’ | Marcatori | 9’ Reich 65’ Winter |

| Arbitro: | Brandt-Chollé |

|                |           |  |
| Reich 73’, 89’ | Marcatori |  |

| Arbitro: | Domurat |

|                            |           |  |
| Sundermann 52’ Winkler 85’ | Marcatori |  |

| Arbitro: | Werthmann |

|                                 |           |               |
| Gerstner 42’ Reich 53’ Emig 85’ | Marcatori | 90’ Hönerbach |

| Arbitro: | Haupt |

|                                        |           |  |
| Trares 15’ Pacult 43’, 87’ Winkler 82’ | Marcatori |  |

| Arbitro: | Frey |

|  |           |          |
|  | Marcatori | 59’ Wosz |

| Arbitro: | Fischer |

|                      |           |                    |
| Pusch 42’ Naawuh 64’ | Marcatori | 69’ (aut.) Matysik |

| Arbitro: | Dardenne |

|                                            |           |           |
| Winter 14’ Emig 43’ Holze 47’ Gerstner 72’ | Marcatori | 49’ Marin |

### Coppa di Germania
| Arbitro: | Buchhart |

|                                       |                      |                                   |
| Stević Schößler Maucksch Kmetsch Pilz | Tiri di rigore 4 – 2 | Lieberam Gerstner Ballwanz Täuber |

## Statistiche

### Statistiche di squadra
| Competizione      | Punti | In casa | In casa | In casa | In casa | In casa | In casa | In trasferta | In trasferta | In trasferta | In trasferta | In trasferta | In trasferta | Totale | Totale | Totale | Totale | Totale | Totale | DR |
| Competizione      | Punti | G       | V       | N       | P       | Gf      | Gs      | G            | V            | N            | P            | Gf           | Gs           | G      | V      | N      | P      | Gf     | Gs     | DR |
| ----------------- | ----- | ------- | ------- | ------- | ------- | ------- | ------- | ------------ | ------------ | ------------ | ------------ | ------------ | ------------ | ------ | ------ | ------ | ------ | ------ | ------ | -- |
| 2. Bundesliga     | 40    | 19      | 13      | 5       | 1       | 37      | 14      | 19           | 2            | 5            | 12           | 10           | 31           | 38     | 15     | 10     | 13     | 47     | 45     | +2 |
| Coppa di Germania | -     | 0       | 0       | 0       | 0       | 0       | 0       | 1            | 0            | 1            | 0            | 0            | 0            | 1      | 0      | 1      | 0      | 0      | 0      | 0  |
| Totale            | 40    | 19      | 13      | 5       | 1       | 37      | 14      | 20           | 2            | 6            | 12           | 10           | 31           | 39     | 15     | 11     | 13     | 47     | 45     | +2 |

### Andamento in campionato
| Giornata  | 1 | 2 | 3 | 4 | 5  | 6 | 7 | 8 | 9 | 10 | 11 | 12 | 13 | 14 | 15 | 16 | 17 | 18 | 19 | 20 | 21 | 22 | 23 | 24 | 25 | 26 | 27 | 28 | 29 | 30 | 31 | 32 | 33 | 34 | 35 | 36 | 37 | 38 |
| --------- | - | - | - | - | -- | - | - | - | - | -- | -- | -- | -- | -- | -- | -- | -- | -- | -- | -- | -- | -- | -- | -- | -- | -- | -- | -- | -- | -- | -- | -- | -- | -- | -- | -- | -- | -- |
| Luogo     | C | T | C | T | T  | C | T | C | T | C  | T  | C  | T  | C  | T  | C  | T  | C  | T  | T  | C  | T  | C  | C  | T  | C  | T  | C  | T  | C  | T  | C  | T  | C  | T  | C  | T  | C  |
| Risultato | V | P | V | N | P  | V | N | V | P | N  | N  | V  | V  | N  | P  | N  | P  | V  | P  | N  | V  | P  | N  | V  | N  | V  | P  | N  | V  | V  | P  | V  | P  | V  | P  | P  | P  | V  |
| Posizione | 2 | 9 | 5 | 5 | 11 | 5 | 6 | 4 | 8 | 7  | 8  | 6  | 5  | 4  | 5  | 6  | 10 | 5  | 10 | 8  | 8  | 9  | 8  | 6  | 6  | 5  | 5  | 5  | 5  | 5  | 5  | 5  | 5  | 5  | 5  | 6  | 6  | 5  |

Legenda:

Luogo: C = Casa; T = Trasferta. Risultato: V = Vittoria; N = Pareggio; P = Sconfitta.

### Statistiche dei giocatori
| Giocatore       | 2. Bundesliga | 2. Bundesliga | 2. Bundesliga | 2. Bundesliga | Coppa di Germania | Coppa di Germania | Coppa di Germania | Coppa di Germania | Totale   | Totale | Totale      | Totale     |
| Giocatore       | Presenze      | Reti          | Ammonizioni   | Espulsioni    | Presenze          | Reti              | Ammonizioni       | Espulsioni        | Presenze | Reti   | Ammonizioni | Espulsioni |
| --------------- | ------------- | ------------- | ------------- | ------------- | ----------------- | ----------------- | ----------------- | ----------------- | -------- | ------ | ----------- | ---------- |
| B. Akrapović    | 33            | 0             | 9             | 2             | 1                 | 0                 | 1                 | 0                 | 34       | 0      | 10          | 2          |
| H. Ballwanz     | 19            | 0             | 5             | 2             | 1                 | 0                 | 0                 | 0                 | 20       | 0      | 5           | 2          |
| H. Brunner      | 35            | 1             | 3             | 0             | 0                 | 0                 | 0                 | 0                 | 35       | 1      | 3           | 0          |
| M. Butrej       | 29            | 2             | 1             | 0             | 1                 | 0                 | 0                 | 0                 | 30       | 2      | 1           | 0          |
| D. Dammeier     | 35            | 5             | 10            | 1             | 1                 | 0                 | 0                 | 0                 | 36       | 5      | 10          | 1          |
| K. Emig         | 21            | 2             | 1             | 0             | 0                 | 0                 | 0                 | 0                 | 21       | 2      | 1           | 0          |
| R. Ewen         | 12            | 0             | 3             | 0             | 0                 | 0                 | 0                 | 0                 | 12       | 0      | 3           | 0          |
| H. Fiebich      | 16            | 0             | 0             | 0             | 1                 | 0                 | 0                 | 0                 | 17       | 0      | 0           | 0          |
| J. Frąckiewicz  | 7             | 0             | 1             | 0             | 0                 | 0                 | 0                 | 0                 | 7        | 0      | 1           | 0          |
| T. Gerstner     | 30            | 5             | 11            | 2             | 1                 | 0                 | 0                 | 0                 | 31       | 5      | 11          | 2          |
| S. Holze        | 32            | 4             | 3             | 1             | 1                 | 0                 | 0                 | 0                 | 33       | 4      | 3           | 1          |
| J. Hoßbach      | 23            | 0             | 0             | 0             | 1                 | 0                 | 0                 | 0                 | 24       | 0      | 0           | 0          |
| J. Jensen       | 37            | 0             | 9             | 0             | 1                 | 0                 | 0                 | 0                 | 38       | 0      | 9           | 0          |
| B. Kick         | 0             | 0             | 0             | 0             | 0                 | 0                 | 0                 | 0                 | 0        | 0      | 0           | 0          |
| P. Kleeschätzky | 19            | 0             | 3             | 0             | 1                 | 0                 | 0                 | 0                 | 20       | 0      | 3           | 0          |
| F. Lieberam     | 37            | 2             | 7             | 0             | 1                 | 0                 | 0                 | 0                 | 38       | 2      | 7           | 0          |
| F. Ockert       | 13            | 0             | 1             | 0             | 0                 | 0                 | 0                 | 0                 | 13       | 0      | 1           | 0          |
| F. Plagge       | 1             | 0             | 0             | 0             | 0                 | 0                 | 0                 | 0                 | 1        | 0      | 0           | 0          |
| S. Reich        | 36            | 14            | 7             | 1             | 0                 | 0                 | 0                 | 0                 | 36       | 14     | 7           | 1          |
| S. Täuber       | 12            | 1             | 4             | 0             | 1                 | 0                 | 0                 | 0                 | 13       | 1      | 4           | 0          |
| B. Winter       | 30            | 10            | 3             | 0             | 1                 | 0                 | 0                 | 0                 | 31       | 10     | 3           | 0          |
| U. Zimmermann   | 15            | 0             | 1             | 0             | 0                 | 0                 | 0                 | 0                 | 15       | 0      | 1           | 0          |